# Federación de Estudiantes de la Universidad de Valparaíso
La Federación de Estudiantes de la Universidad de Valparaíso (FEUV) es el organismo que agrupa a los centros de alumnos o de estudiantes de la Universidad de Valparaíso. Según sus Estatutos, se define como «una organización de carácter político y social, que tiene como función principal representar y velar por los intereses de todas y todos los estudiantes de la Universidad de Valparaíso» por la vía de la democracia participativa, siendo «autónoma e independiente de todo interés político-partidista y religioso». Además, se declara abiertamente contraria al capitalismo, al neoliberalismo y al patriarcado.

## Historia
El origen de la Federación en Valparaíso se encuentra en 1910. En julio de dicho año, se produce el incidente que origina la creación del Curso Fiscal de Leyes, y los estudiantes santiaguinos apoyan a los alumnos del Curso de Leyes de los Sagrados Corazones que manifestaron su apoyo a la ley de instrucción primaria obligatoria. Estos, dadas las consecuencias de su acción, renuncian al curso de leyes católico y piden la creación de un curso fiscal. Mientras esto ocurre, en julio se instala un curso de leyes privado y, en agosto, se crea una Asamblea Provincial de la Federación de Estudiantes, naciendo así la FECH-Valparaíso.
Así, a cuatro años de la creación de la Fech en Santiago, surge la sección porteña estando su historia atada a los orígenes de su entidad matriz. A medida que eran creadas las escuelas de la Universidad de Chile en Valparaíso (hoy de la Universidad de Valparaíso), se organizaban los centros de alumnos, los cuales se asociaban a la entidad provincial, conocida como FECH-Valparaíso, que las aglutinaba tal como lo hiciere su símil santiaguina. Esto explica la dificultad para encontrar referencias sobre su existencia, eclipsada por la acción de la sede de Santiago, pese a que, como dejare constancia el avanzado estado de la reforma universitaria en Valparaíso, mejores resultados sus gestiones tuvo.
En 1968, durante el proceso de reforma de la Universidad de Chile en la provincia, la Federación de Estudiantes de la Universidad de Chile–Valparaíso (FECH-V), junto con la Asociación de Docentes e Investigadores de Valparaíso (ADIV) y la Asociación de Empleados de la Universidad de Chile –Valparaíso (APEUCH-V) contrajeron el compromiso de impulsar la reforma de la Universidad de Chile en el puerto, por lo cual se agruparon la "Comisión Unida de Reforma", la cual determinó la constitución de la Sede Valparaíso de la Universidad de Chile el 15 de junio de dicho año. Con la creación de sedes de la misma, se hace referencia a la Fech Valparaíso, de activo rol en la reforma Universitaria. Algunos de sus dirigentes, como Yactong Juantock figuran como detenidos desaparecidos. Con el golpe de Estado, tal como lo hicieron las otras federaciones, se encontrarían en receso, disueltas y proscritas.
Durante la dictadura militar, al igual que el resto de las federaciones estudiantiles del país, fue suplantada por dirigentes designados por el régimen de turno. Lentamente, durante los años 80, fueron reapareciendo los centros de alumnos electos democráticamente, y finalmente el año 85, se realiza una elección democrática, dando por resultado la FEUV, esta vez separada de la FEUPLA, representante de los estudiantes de la Universidad de Playa Ancha. La estructura de la organización queda definida en los Estatutos e incluye una mesa directiva, encabezada por un Presidente y dos órganos consultivos; el Consejo de Presidentes de Centros de Alumnos y el Consejo de Vocales.
En los años 1990 la FEUV presentó una alta inestabilidad interna, resultando en varios periodos dirigidos por directivas interinas.
En 2006 la FEUV se encontraba inactiva. 2007 la pondrá a prueba, por las movilizaciones cuyo fin era la remoción de su rector, envuelto en un escándalo financiero que mantuvo en serios aprietos a la Universidad, socavando la imagen pública de la misma. La consciencia de la necesidad de una organización permanente sacudió, posteriormente, los cimientos de la federación, con la dictación de sus nuevos Estatutos. Ellos garantizaban una mesa ejecutiva fuerte y un empoderado pleno estudiantil. En ese contexto es que llega el estallido de las movilizaciones de 2011, en que la Feuv representó una voz crítica que lideró las movilizaciones.
En 2014 el Tribunal Electoral de Valparaíso declara nula, por repetidas irregularidades, el proceso eleccionario que llevó a la reelección de Mario Domínguez como Secretario General. El cargo queda vacante y se elige una mesa interina la que conduce un proceso de redacción de nuevos estatutos, que buscaban subsanar los problemas que se venían arrastrando por la aplicación del anterior. En diciembre de 2014 se promulgan los nuevos estatutos. La primera elección de mesa directiva con los nuevos estatutos se producen en abril de 2015.

## Organización interna
Tras el Congreso refundacional de 2007, se estableció que los dirigentes representantes de ella constituirían una Mesa Ejecutiva, en lugar de la tradicional Mesa Directiva, dado que gran parte de sus decisiones pasan por las directrices que le sean dictadas por el Pleno de Centros de Estudiantes o Pleno Estudiantil, sin perjuicio del margen que el Estatuto permita a la Mesa decidir por sí misma. La Mesa ejecutiva está constituida por nueve miembros en igualdad de condiciones, siendo el Secretario General el que brinda la dirección política, a la manera de un primus inter pares. El Pleno de Estudiantes está constituido por todos los estudiantes de la Universidad que deseen acudir a su celebración, solo con derecho a voz. A voto solo tendrán derecho los representantes, debidamente certificados, de los centros de estudiantes.
A la actualidad, luego de la destitución de una parte de la mesa ejecutiva y la renuncia del resto en abril de 2020, la FEUV se encuentra coordinada por una mesa interina conformada por estudiantes representantes de las distintas facultades de la universidad.

## Directivas
Desde su fundación en 1912 hasta 1918, había dos elecciones de directiva al año. Desde 1919, se hace una sola elección por el respectivo período anual.

#### Presidentes de la FECH-Valparaíso
- 1912: Serafín Guerra Bravo, Presidente
- 1913: Gustavo Silva Endeiza/Alfredo Guillermo Bravo Zamora, Presidentes
- 191?: Gustavo Rivera Baeza/ Desconocido, Presidentes
- 1914: Alfredo Guillermo Bravo Zamora/Gustavo Eliz Madrid, Presidente
- 1915: Gustavo Eliz Madrid/Antonio Tavolari López, Presidentes
- 1916: Antonio Tavolari López/ Desconocido,  Presidente
- 1917: Desconocido /Ignacio Herreros Brunet, Presidente
- 1918: Alejandro Tinsly Prieto/Alejandro Tinsly Prieto,  Presidente
- 1919: Francisco Arévalo Páez,  Presidente
- 1920: Abelardo Contreras Núñez,  Presidente
- 1921: Jorge Garay Pacheco,  Presidente
- 1922: Abelardo Contreras Núñez,  Presidente
- 1923: Luis Macchiavello Moltedo,  Presidente (reemplazado) Erwin Lührs Pentz.
- 1924: Camilo Mori Ganna,  Presidente
- 1925: Oscar Pumarino Fuentes,  Presidente (reemplazado) Jorge Garay Pacheco.
- 1926: Jorge Gándara Escobar,  Presidente
- 1927: Jorge Gándara Escobar, Presidente
- 1928: Joaquín Real Jélvez, Presidente
- 1929: Joaquín Real Jélvez, Presidente
- 1930: Juan Rivero Vivado, Presidente
- 1931: Carlos González Osorio, Presidente
- 1933: Manuel Almarza, Presidente
- 1934: Luis Bossay Leiva, Presidente
- 1935: Carlos Moraga Ramos, Presidente
- 1957: Otto Boye Soto, Presidente
- 1958: Jaime Bustos, Presidente (no pudo ejercer por el traslado de la carrera a Santiago); Luis Astudillo, Vicepresidente
- 1963: Mario Calderón Tapia, Presidente (Detenido desaparecido en 1974)[5]
- 1966: Sandor Arancibia, Presidente
- 1969: Raúl Squadritto, Presidente[6]
- 1969: Nolberto Requena Véliz
- 1970: Patricio Muñoz, Presidente
- 1971: Jorge Olave, Presidente
- 1972: Patricio Muñoz , Presidente
- 1973: Patricio Muñoz, Presidente (No hubo elección)

#### Presidentes/Secretarios Generales de la FEUV
- 1985 a 1987: Luis Ibacache
- 1987: Marcelo Razón
- 1988: Julio Muñoz
- 1989: Álvaro Escobar
- 1990: Álvaro Cavieres, Presidente;
- 1991: José Nuñez, Presidente
- 1993: Luis Díaz, Presidente
- 1994: Fernando Olmedo, Presidente
- 1995: Rolando Biere, Presidente
- 1996: Pablo Badenier, Presidente
- 1997: Christian Cofré Villagrán, Presidente
- 1998: Rodrigo Serey, Presidente
- 1999: Víctor Torres , Presidente
- 2000: Carla Taramasco, Presidenta
- 2001: Álvaro Román, Presidente (renuncia) — Pilar Vásquez Presidenta
- 2003: Galo Herrera Baquedano Presidente (destituido)
- 2004: Esteban Olmedo López Presidente
- 2005: Eduardo Vásquez, Presidente
- 2006: Cargo vacante (Federación inactiva)[7]
- 2007: Daniel Zamorano (Mesa Interina)[7]
- 2008: Ximena Muñoz, Secretaria General[7]
- 2009: Gustavo Pacheco, Secretario General[7]
- 2010: Cristián Andrade, Secretario General[7]
- 2011: Sebastián Farfán, Secretario General[7]
- 2012: Marjorie Cuello, Secretaria General[7]
- 2013: Mario Domínguez, Secretario General[7]
- 2014: Mario Domínguez, Secretario General (destituido) — Sebastián Carvajal (Mesa Interina)[7]
- 2015: Sebastián Carvajal, Secretario General[7]
- 2016: Carlos Vergara, Secretario General[7]
- 2017: Marta Cinto, Secretaria General
- 2018: Valeria Verdejo, Secretaria General
- 2019: Javiera Molina, Secretaria General
- 2020: Javiera Molina, Secretaria General (destituida) — Mesa Interina[8]
- 2021: Mesa Interina[9][10]
- 2022: Mesa Interina[11]
- 2023: Lucas Ortega, Secretario General
- 2024: Samuel Briceño, Secretario General[12]
- 2025: Catalina Correa, Secretaria General